# Pyrinia distincta
Pyrinia distincta es una especie de polilla de la familia Geometridae. La especie fue descrita por primera vez por William Warren habiendo sido descrita en 1897, con distribución en Perú. El sintipo de la especie fue descrita en Iquitos, Loreto.

## Descripción
Es una polilla mediana con una envergadura de 26 milímetros (1 plg). Las alas anteriores son de color amarillo pálido, ruborizado con oliva en la base y a lo largo de la costa, con estrías cortas y dispersas de color marrón; borde costal estriado con marrón oliva.: Notas 1  es más color ocre oliva. Todo el ala cuenta con finas estrías transversales oscuras. Las líneas transversales se ven representadas por manchas marrón oliva. El fleco es de color oliva, con punta marrón y amarillo debajo del ápice. Las alas posteriores son marillas, con algunas motas oliva; un tono central poco definido, con una mancha marrón en la costa. La parte inferior de las alas es de color amarillo, con las estrías y todas las marcas grandes y confluentes de color marrón castaño oscuro.
La cabeza y las antenas son de color marrón. El vértice, tórax y abdomen son de color amarillo cpm una mancha marrón en el segmento preanal.